# Java IDL
在软件开发中，Java接口定义语言或Java IDL是CORBA规范的实现，可实现与异构对象的互操作性和连接性。它基本上是JDK提供的对象请求代理。在Java IDL使分布式Web应用程序透明地调用上使用行业标准的远程网络服务业务接口描述语言（IDL）和IIOP从对象管理组。